# Caudron C.51
Le Caudron C.51 était un hydravion biplan français fabriqué par Caudron au début des années 1920.
Un C.51 a été construit, propulsé par un moteur Clerget de 130 ch (97 kW) et portant l'immatriculation F-AIBL. Il avait un poids à vide de 538 kg et une vitesse maximale de 140 km/h.
Il a participé au meeting de Monaco en avril 1921, piloté par Poirée. Il a remporté le premier concours de vitesse en parcourant le parcours de 125 km en 45 min 27 s, soit une vitesse moyenne d'environ 165 km/h, remportant le prix de 12 000 francs.